# Monstrilla wandelii
Monstrilla wandelii är en kräftdjursart som beskrevs av Knud Hensch Stephensen 1913. Monstrilla wandelii ingår i släktet Monstrilla och familjen Monstrillidae. Inga underarter finns listade i Catalogue of Life.